# 扎吉爾齊 (比洛吉里亞區)
50°8′30″N 26°17′48″E / 50.14167°N 26.29667°E
扎希爾齊（烏克蘭語：Загі́рці），是烏克蘭西部的村莊，隸屬赫梅利尼茨基州的舍佩蒂夫卡區。該村始建於1850年，面積0.08平方公里，海拔高度259米，2001年人口143，人口密度每平方公里1,743.9人。